# Kinderboek van het jaar
Het Kinderboek van het jaar was een literatuurprijs in de Nederlandse jeugdliteratuur die van 1954 tot en met 1970 jaarlijks werd toegekend aan het beste Nederlandse kinderboek. In 1970 werd de prijs vervangen door de Gouden en Zilveren Griffels.

## Geschiedenis
Oorspronkelijk werd de prijs genoemd naar het jaar waarin het bekroonde boek verschenen was; Annie M.G. Schmidt kreeg bijvoorbeeld in 1958 de prijs voor het Kinderboek van jaar 1957. Sinds 1961 wordt de prijs genoemd naar het jaar waarin deze wordt uitgereikt, met als gevolg dat er geen Kinderboek van het jaar 1960 was.
Vanaf 1966 werden jaarlijks twee prijzen toegekend, een voor een kinderboek (tot 10 jaar) en een voor een jeugdboek (10 jaar en ouder); de laatste prijs heette het Jeugdboek van het jaar.

## Gelauwerden
- 1954 - An Rutgers van der Loeff-Basenau voor Lawines razen
- 1955 - Cor Bruyn voor Lasse Länta (een verhaal uit Lapland)
- 1956 - Miep Diekmann voor De boten van Brakkeput
- 1957 - Annie M.G. Schmidt voor Wiplala
- 1958 - Harriet Laurey voor Sinterklaas en de struikrovers
- 1959 - C.E. Pothast-Gimberg voor Corso het ezeltje
- 1961 - Jan Blokker voor Op zoek naar een oom
- 1962 - Jean Dulieu voor Paulus, de hulpsinterklaas
- 1963 - Tonke Dragt voor De brief voor de koning
- 1964 - W.F.H. Visser voor Niku, de koerier
- 1965 - Paul Biegel voor Het sleutelkruid
- 1966 - Mies Bouhuys voor Kinderverhalen (kinderboek)
- 1966 - Toos Blom voor Loeloedji, kleine rode bloem (jeugdboek)
- 1967 - niet uitgereikt[1]
- 1968 - Hans Werner voor Mattijs Mooimuziek (kinderboek)
- 1968 - Siny van Iterson voor De adjudant van de vrachtwagen (jeugdboek)
- 1969 - Hans Andreus voor Meester Pompelmoes en de Mompelpoes (kinderboek)
- 1969 - Henk van Kerkwijk voor Komplot op volle zee (jeugdboek)
- 1970 - Harriet Laurey voor Verhalen van de spinnende kater (kinderboek)
- 1970 - Frank Herzen voor De zoon van de woordbouwer (jeugdboek)
- 1971 - Leonie Kooiker voor Het malle ding van bobbistiek (kinderboek)
- 1971 - Alet Schouten voor De mare van de witte toren (jeugdboek)
- 1972 - Paul Biegel voor De kleine kapitein (kinderboek)
- 1972 - Jan Terlouw voor Koning van Katoren (jeugdboek)
- 1973 - Henk Bernard voor De Marokkaan en de kat van tante Da (kinderboek)
- 1973 - Jan Terlouw voor Oorlogswinter  (jeugdboek)
- 1974 - Jaap ter Haar voor Het wereldje van Beer Ligthart (kinderboek)
- 1974 - Thea Beckman voor Kruistocht in spijkerbroek (jeugdboek)
- 1975 - Simone Schell voor De nacht van de heksenketelkandij (kinderboek)
- 1975 - Alet Schouten voor Jolo komt niet spelen (jeugdboek)
- 1976 - Guus Kuijer voor Met poppen gooien (kinderboek)
- 1977 - Henk Barnard voor Kon hesi baka (jeugdboek)
- 1978 - Miep Diekmann voor Wiele wiele stap (kinderboek)
- 1978 - Els Pelgrom voor De kineren van het Achtste Woud (jeugdboek)
- 1979 - Guus Kuijer voor Krassen in hettafelblad (jeugdboek)
- 1980 - Simone Schell voor Zeezicht (jeugdboek)
- 1981 - Annie M.G. Schmidt voor Otje (jeugdboek)
- 1982 - Nannie Kuiper voor De eend op de pot (jeugdboek)
- 1983 - Anton Quintana voor De bavianenkoning (jeugdboek)
- 1984 - Veronica Hazelhoff voor Auww! (jeugdboek)
- 1984 - Karel Eykman voor Liefdesverdriet  (jeugdboek)
- 1985 - Els Pelgrom voor Kleine Sofie en Lange Wapper (jeugdboek)
- 1986 - Joke van Leeuwen voor Deesje (kinderboek)
- 1986 - Willem Wilmink voor Waar het hart vol van is (jeugdboek)
- 1987 - Harriët van Reek voor 'De avonturen van Lena Lena (kinderboek)
- 1988 - Toon Tellegen voor 'Toen niemand iets te doen had (jeugdboek)[2]